# Maison de la famille Popović
La maison de la famille Popović (en serbe cyrillique : Кућа Поповића ; en serbe latin : Kuća Popovića) est située à Belgrade, la capitale de la Serbie, dans la municipalité urbaine de Vračar. Construite en 1928, elle est inscrite sur la liste des biens culturels de la Ville de Belgrade.

## Présentation
La Maison de la famille Popović, située 5 rue Radivoja Koraća, a été construite en 1928 d'après des plans de l'ingénieur Dragoljub A. Popović pour la famille de Vuk Vojin Popović et pour son frère Gligorije, membre de l'administration de la Ville de Belgrade.

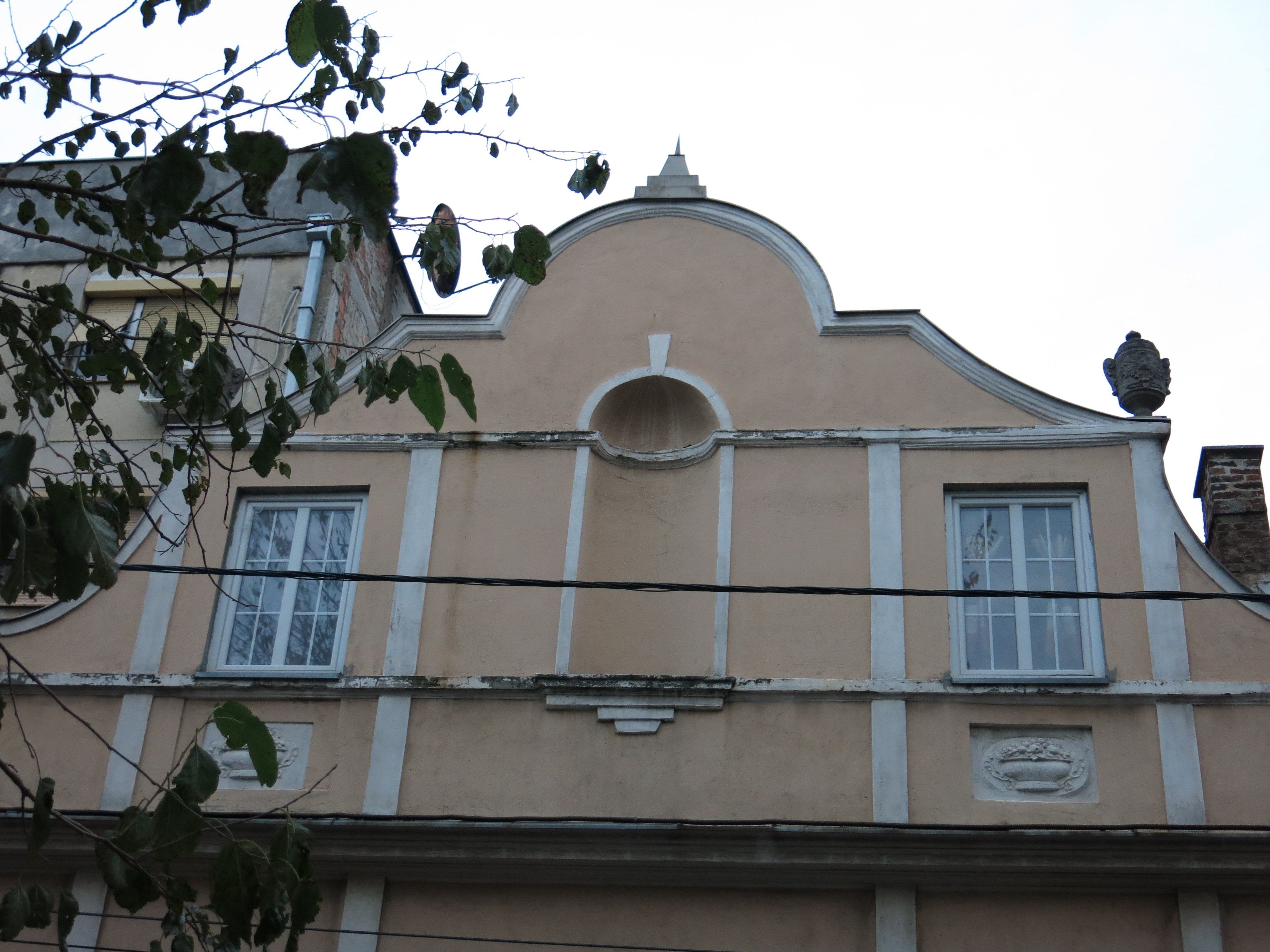
Détail de la façade

La maison dispose d'une cave, d'un rez-de-chaussée et d'un grenier et, au niveau de la façade, s'adapte à l'alignement des maisons de la rue Podrinjska. La façade principale est conçue dans un style éclectique, avec un mélange de style post-académique et de style néobaroque, ce dernier style étant particulièrement lisible au niveau du gâble ; la façade principale est ornée de vases décoratifs, de voûtes, d'un médaillon de la famille, de corniches et de balustrade le long des fenêtres du rez-de-chaussée.

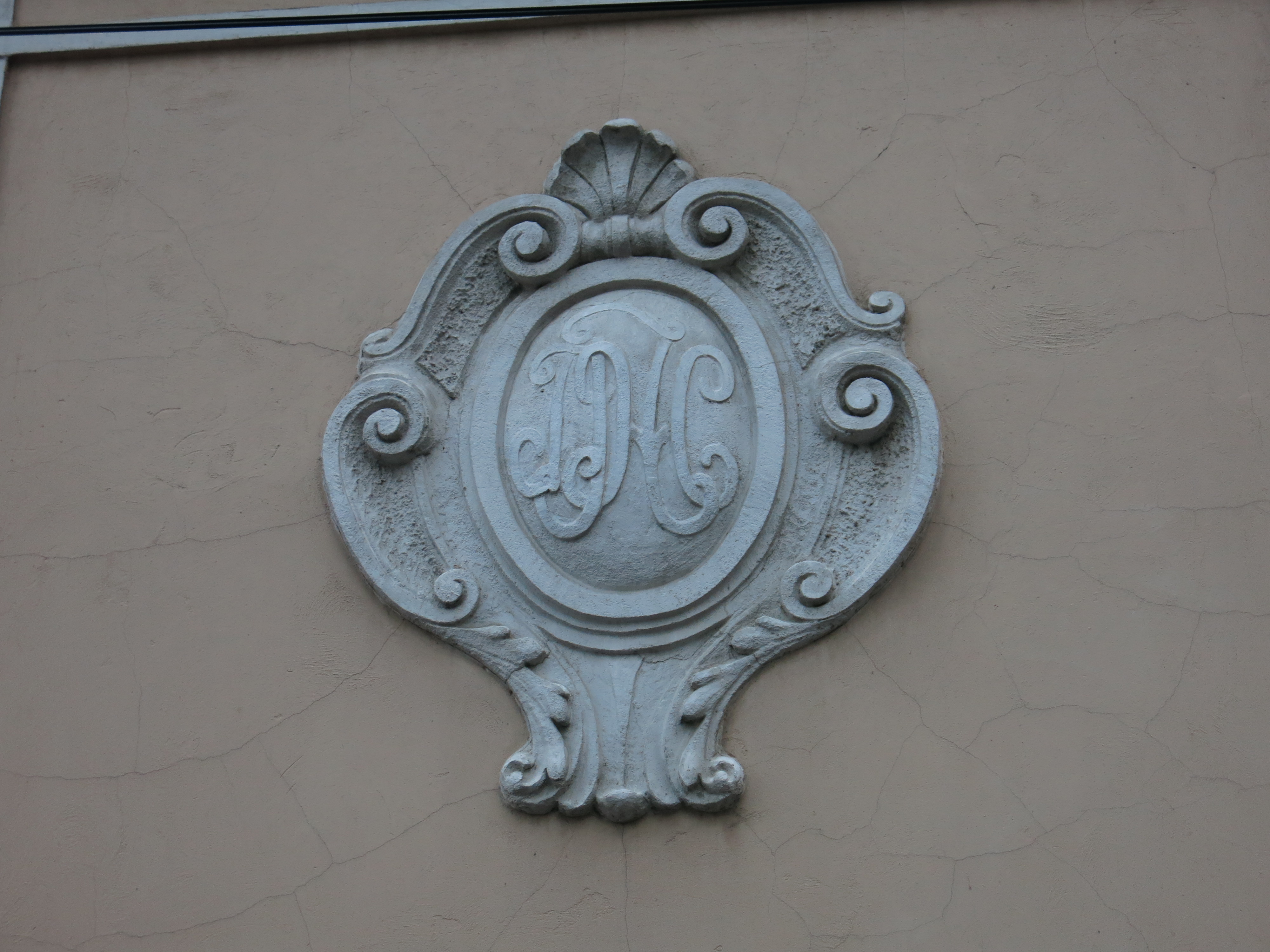
Le médaillon de la famille Popović

En plus de sa valeur architecturale, ce monument culturel revêt aussi une importance historique, dans la mesure où elle a servi de résidence au voïvode Vojin Popović, familièrement appelé Vojvoda vuk, un commandant célèbre des Guerres des Balkans et de la Première Guerre mondiale, où il s'est illustré aux batailles de Čelopek, Kumanovo, Bregalnica, Prilep et Bitola.